# Стаки (село)
Ста́ки (латыш. Stāķi) — населённый пункт в Гулбенском крае Латвии. Входит в состав Страдской волости. Находится примерно в 4 км к югу от города Гулбене.
По данным на 2015 год, в населённом пункте проживало 523 человека. Есть начальная школа, дом культуры, детский сад, фельдшерский и акушерский пункт.

## История
Населённый пункт был образован в XX веке. В советское время населённый пункт входил в состав Страдского сельсовета Гулбенского района. В селе располагалась Гулбенская передвижная механизированная колонна по водохозяйственному строительству № 11.